# NGC 473
NGC 473 è una galassia lenticolare situata nella costellazione dei Pesci a una distanza di circa 87 milioni di anni luce dalla Terra.
Fu scoperta il 20 dicembre 1786 da William Herschel.